# Blair Lee III.
Blair Lee III. (* 19. Mai 1916 in Silver Spring, Maryland; † 25. Oktober 1985 ebenda) war ein US-amerikanischer Politiker und von 1977 bis 1979 amtierender Gouverneur des Bundesstaates Maryland.

## Leben
Blair Lee entstammte der prominenten Lee-Familie aus Virginia, der unter anderem auch Robert Edward Lee angehörte. Sein Großvater Francis Preston Blair Lee war zwischen 1914 und 1917 US-Senator aus Maryland, sein Urgroßvater Samuel Phillips Lee diente als Konteradmiral in der US Navy. Zwei seiner direkten Vorfahren, Richard Henry Lee und Francis Lightfoot Lee, gehörten zu den Unterzeichnern der Unabhängigkeitserklärung der Vereinigten Staaten.

### Ausbildung und politischer Aufstieg
Lee studierte bis 1938 an der Princeton University amerikanische Geschichte. Nach einem anschließenden Jurastudium an der George Washington University trat er in die US-Marine ein. In deren Reserve diente er während des Zweiten Weltkriegs. Dort war er an Bord von Schiffen, die Nachschub über den Atlantik transportierten.
Nach dem Krieg beteiligte sich Lee am Zeitungsgeschäft seines Vaters. Er wurde Herausgeber der wöchentlich erscheinenden Zeitung „Maryland News“. Im Jahr 1949 war er Präsident der Maryland Press Association. Im selben Jahr wurde er stellvertretender Vorsitzender einer Kommission, die sich mit den Parkanlagen in Maryland befasste (Maryland-National Capital Park and Planning Commission). Dieses Amt behielt er bis 1951. Von 1965 bis 1966 war er nochmals Mitglied dieser Kommission. Zwischen 1951 und 1954 war er geschäftsführender Beamter einer Bundesorganisation, die sich mit der Entwicklung des Großraums um Washington, D.C. befasste (National Capital Planning Commission).
Von 1954 bis 1962 saß er im Abgeordnetenhaus von Maryland. Im Jahr 1962 bewarb er sich als Demokrat erfolglos um einen Sitz im US-Senat. 1960 unterstützte er den Präsidentschaftswahlkampf von John F. Kennedy als dessen Wahlkampfmanager im Montgomery County. Vier Jahre später kämpfte er für Kennedys Nachfolger Lyndon B. Johnson. Im Jahr 1966 wurde er in den Senat von Maryland gewählt. 1969 wurde er Secretary of State von Maryland.

### Vizegouverneur und amtierender Gouverneur von Maryland
Nach einer Verfassungsreform wurde im Jahr 1970 in Maryland das 1868 abgeschaffte Amt des Vizegouverneurs wieder eingeführt. Blair Lee wurde als Kandidat seiner Partei zum ersten Amtsinhaber nach der neuen Verfassung gewählt und 1974 in diesem Amt bestätigt. Damit war er Vertreter von Gouverneur Marvin Mandel. Als Vizegouverneur war er Mitglied von einigen Regierungsausschüssen. Er war Leiter des Kabinetts und Stabschef des Gouverneurs. Außerdem war er an den Haushaltsplanungen beteiligt. Im Sommer 1977 geriet Gouverneur Mandel unter Korruptionsverdacht. In einem Brief übertrug er seinem Vizegouverneur am 4. Juni 1977 die Amtsgeschäfte, um sich auf seinen Prozess vorzubereiten. Außerdem hatte Mandel mit gesundheitlichen Problemen zu kämpfen. Da Mandel ausdrücklich nicht zurücktrat, wurde Lee nur amtierender Gouverneur. Dieses Amt behielt er bis zum 15. Januar 1979. An diesem Tag übernahm Mandel nochmals das Amt des Gouverneurs, wenn auch nur für zwei Tage bis zum offiziellen Ablauf seiner Amtszeit.
Lees Amtszeit war überschattet von den Turbulenzen um seinen Vorgänger, der wegen Korruption und Bestechung angeklagt und später auch verurteilt wurde. Sein Versuch, sich 1978 selbst zur Wahl für das Amt des Gouverneurs zu stellen, scheiterte in den Vorwahlen seiner Partei. Viele Bürger von Maryland warfen ihm vor, sich nicht genügend von Mandel und dessen ebenfalls skandalumwittertem Vorgänger Spiro Agnew distanziert zu haben.
Nach dem Ende seiner Amtszeit wurde Blair Lee Mitglied im Vorstand der University of Maryland. Diesen Posten bekleidete er bis zu seinem Tod im Jahr 1985. Zusammen mit seiner Frau Mathilde Boal hatte Lee acht Kinder.